# Franz Courth
Franz Courth (ur. 30 grudnia 1940 w Weeze, zm. 17 września 1998 w Vallendar) – niemiecki pallotyn i teolog katolicki.
Franz Courth był najstarszym spośród siedmiorga rodzeństwa. Na jego dzieciństwo znaczny wpływ miała II wojna światowa oraz czasy powojenne. Już od wczesnej młodości przejawiał chęć zostania księdzem i członkiem zakonu. W 1952 przystąpił wraz ze swoim bratem bliźniakiem Peterem do pallotyńskiego konwiktu św. Alberta oraz uczęszczał do miejskiego gimnazjum w Rheinbach. Po jakimś czasie przeniósł się do Limburgu, gdzie w 1963 zdał maturę. Następnie odbył dwuletni nowicjat u pallotynów w Olpe. Studiował filozofię i teologię w filozoficzno-teologicznej pallotyńskiej szkole wyższej w Vallendar, a 9 lipca 1969 otrzymał w tamtejszym kościele święcenia kapłańskie. Za radą swojego nauczyciela z dogmatyki Heinricha Köstera ukończył swoje studia w Monachium. Napisał pracę doktorską dotyczącą życia Jezusa przedstawionego przez Davida Friedricha Straußa w krytyce Johana Ewangelisty Kuhna. Po swojej promocji rozpoczął w 1973 pracę jako wykładowca w szkole wyższej w Vallendarze. Jego habilitacja, obroniona w 1977, odnosiła się do istoty chrześcijaństwa w liberalnej teologii. Promotorem obu prac był Leo Scheffczyk. 1 grudnia 1977 mianowano Courtha profesorem dogmatyki i historii dogmatów w Vallendarze. Oprócz swojej profesury, cechującej się licznymi publikacjami, sprawował również funkcje:
- sekretarza uczelni (1978 - 19784)
- prorektora (1984 - 1992)
- rektora (1992 - 1996).

Do głównych tematów jego publikacji należała mariologia, która zajmował się z punktu widzenia ekumenicznego. Od 1978 należał do Niemieckiego Konsorcjum Mariologicznego i do swojej śmierci był jego sekretarzem. W 1985 powołano go do Pontificia Academia Mariana Internationalis, a w 1992 otrzymał nagrodę „R. Laurentin - Pro ancilla Domini”. Oprócz Mariologii zajmował się intensywnie historią dogmatów, a w szczególności rozwojem wiary Trynitarnej. Opis swojej pracy w tej dziedzinie zawarł w trzytomowym dziele o historii dogmatów. Zmarł na chorobę Alzheimera.